# Museo Catedralicio de Zamora
El Museo Catedralicio de Zamora es el principal museo de la diócesis de Zamora.

## Historia
Fue inaugurado en 1926 con el objetivo de albergar obras procedentes tanto de la propia Catedral como de otras parroquias de la diócesis, con el objeto de ser mostradas al público. El museo experimentó una importante remodelación con motivo de la celebración de Las Edades del Hombre en 2001. Desde el 2005 la visita se realiza de forma conjunta al museo y la Catedral, lo que ha supuesto un aumento del número de visitantes.

## Colecciones
El Museo tiene su acceso desde el claustro de la Catedral. En su piso inferior alberga diversas obras, entre las que destacan una imagen de la Virgen con el Niño y san Juan, de Bartolomé Ordóñez, realizada en alabastro parcialmente policromado; una bellísima custodia del Corpus en plata, varios cofres, pinturas de la escuela flamenca de los siglos XVI y XVII, y dos tablas de Fernando Gallego que le fueron encargadas para el altar mayor de la propia Catedral, y que tras una rocambolesca historia volvieron a ella en 1925. Dicho retablo fue desmontado en 1715 y sustituido por uno barroco de Joaquín Benito Churriguera, vendiéndose aquel a la parroquia del cercano pueblo de Arcenillas. Con la desamortización, diecinueve de las tablas que lo componían fueron a parar a manos de Manuel Ruiz-Zorrilla, ejecutor de la desamortización en la zona, dos de cuyos descendientes acabaron donando al Obispado sendas obras (Pentecostés y Noli me tangere) en la fecha arriba mencionada.
Sin duda alguna el principal atractivo del Museo es la colección de tapices franco-flamencos de los siglos XV y XVI, compuesta por una veintena de piezas, tan importante como escasamente conocida. Consta de las series La viña y La historia de Alejandro (ambas de Arras, del siglo XV), la dedicada a la guerra de Troya, tejida en Tournai hacia 1470, y de la que la seo zamorana dispone de 4 de los 11 paños de que constaba inicialmente (donada a la catedral zamorana en 1608 por el sexto Conde de Alba de Liste, don Antonio Enríquez de Guzmán); y la de Aníbal, realizada en Bruselas alrededor de 1570 (5 tapices de los 8 originales). Sobresale asimismo el tapiz Tarquino Prisco, obra de los talleres de Tournai del último tercio del siglo XV, y una de las piezas más importantes en su género a nivel mundial.